# TT56
| F12 | F4 · t · Z1 |

| F12 | F4 · t · Z1 |

TT56 (Theban Tomb 56) è la sigla che identifica una delle Tombe dei Nobili ubicate nell’area della cosiddetta Necropoli Tebana, sulla sponda occidentale del Nilo dinanzi alla città di Luxor, in Egitto. Destinata a sepolture di nobili e funzionari connessi alle case regnanti, specie del Nuovo Regno, l'area venne sfruttata, come necropoli, fin dall'Antico Regno e, successivamente, sino al periodo Saitico (con la XXVI dinastia) e Tolemaico.

## Titolare
TT56 era la tomba di:
| Titolare | Titolo                                | Necropoli           | Dinastia/Periodo              | Note                                                |
| -------- | ------------------------------------- | ------------------- | ----------------------------- | --------------------------------------------------- |
| Userhat  | Scriba reale; Figlio dell'harem reale | Sheikh Abd el-Qurna | XVIII dinastia (Amenhotep II) | nella piana, a sud della TT55 e ad ovest della TT57 |

## Biografia
Userhat, Scriba reale sotto Amenhotep II, assommava in sé anche i titoli di "gran confidente del Signore delle Due Terre", "Supervisore delle mandrie di Amon", "Vice del Primo Araldo Iamunedjeh" (TT84), "Scriba che conta i pani per il Signore delle Due Terre. Non esistono altre testimonianze, se non quelle della sua tomba, sulla figura di Userhat; purtuttavia, il fatto che potesse vantare di essere "figlio del kep" denoterebbe una sua appartenenza a famiglia di un certo rango sociale
Ebbe per moglie Mutnofret, "reale ornamento", o concubina reale; due figlie sono menzionate nella sepoltura: Henut-neferet, Signora di Corte, amata dal suo Signore, Lodata dal Buon Dio (ovvero il re), e Nebet-tawy. Nelle decorazioni parietali, affiancato in un'occasione dalle sorelle, viene anche menzionato "tuo figlio, che tu ami, il prete wab di Ptah", ma il nome o è andato perduto, o non venne mai scritto.

## La tomba
Agli inizi del XIX secolo la tomba di Userhat non viene mai menzionata dagli esploratori dell'area tebana; doveva essere, tuttavia, già nota e visitabile nel 1827, quando John Gardner Wilkinson ne ricopiò alcune iscrizioni trovandola sbarrata all'altezza della scena dei musicisti. Nel 1843 Karl Richard Lepsius visitò la TT56 entrando da una breccia aperta nella vicina TT57, ma perché la tomba sia aperta quasi completamente si dovrà attendere il 1904 e Robert Mond. Nel 1932 furono eseguiti lavori di consolidamento e restauro (ma non esistono pubblicazioni dei lavori eseguiti) e nel 1956 si resero necessari ulteriori lavori di restauro eseguiti da Labib Habachi; la pubblicazione completa delle decorazioni parietali di TT56 si data al 1987,a cura di Seeber e Ghaffar.
Come per la TT52, anche in questo caso si hanno problemi di datazione poiché non esistono altri riferimenti al suo titolare fuorché nella tomba stessa; la planimetria e lo stile delle decorazioni parietali sembrano tuttavia indicare il regno di Amenhotep II. Robert Mond indicò l'esistenza di un cartiglio di Thutmosi IV e la comparazione stilistica con altre tombe (TT172 di Mentiywi, Maggiordomo reale, TT84 di Iamunedjeh, Araldo reale, e TT74 di Tjanumi) consentono di restringere il periodo tra i regni di Amenhotep II e di Thutmosi IV.
A differenza di altre tombe della XVIII dinastia, la tomba di Userhat è completamente decorata, anche se alcuni dipinti non vennero ultimati e alcuni testi non conclusi; a parte il colore nero, che con il tempo si è sbiadito, gli altri colori sono ancora oggi vividi. I danni subiti dalle pitture e specialmente dalla statuaria vennero causati da terremoti intervenuti nel corso dei millenni, ma anche dagli interventi iconoclasti del periodo amarniano, con la cancellazione del nome del dio Amon, anche nei nomi che tale divinità contenevano, e di altre divinità non in linea con il dettato dottrinale e religioso del faraone Amenhotep IV/Akhenaton. Una seconda ondata di vandalismo delle pitture parietali si ebbe con i monaci copti che occuparono la tomba e che alterarono alcuni dipinti aggiungendo croci.
Benché non ultimata, la TT56 rientra, planimetricamente, tra quelle a "T" rovesciata tipiche del Nuovo Regno, con cortile anteriore che funge da disimpegno per il raggiungimento di altre sepolture (TT123, TT294, TT293, TT292, TT291); è una delle tombe i cui dipinti parietali sono meglio conservati tra quelle della necropoli di Sheikh Abd el-Qurna. Ad un breve corridoio di accesso, (1 in planimetria) in cui il defunto e la moglie sono rappresentati in adorazione di Osiride, segue una sala trasversale; sulle pareti: (2) il defunto seguito dalla moglie e dalla madre con mazzi di fiori; (3) su cinque registri sovrapposti, l'ispezione del bestiame, l'abbattimento di alcuni tori, la mietitura e il trasporto di grano mentre alcune donne procedono alla raccolta del lino in presenza del defunto. Poco oltre, sul lato corto (4), in una doppia scena, il defunto offre mazzi di fiori a Iamunedjeh (TT84), Primo araldo del re e di cui egli era il vice, e a sua moglie, a sinistra, e a un'altra coppia (di cui non vengono precisati i nominativi), a destra. In basso, sulla stessa parete, una stele con preti che purificano la statua del defunto e un prete lettore che opera la Cerimonia di apertura della bocca sul defunto. Poco oltre (5) due figlie offrono collane e coppe e un figlio offre mazzi di fiori al defunto e alla moglie; su quattro registri sovrapposti, scene di banchetto con musici (liutiste, suonatrici di nacchere e un arpista maschio) e scimmie nascoste sotto le sedie dei partecipanti. Oltre il corridoio che dà accesso a una sala più interna, su quattro registri (11) l'ispezione delle reclute e uomini, compreso un barbiere, seduti sotto gli alberi; poco oltre (10), su quattro registri, file di uomini seduti e altri che recano provviste ai magazzini. Il defunto (9) offre mazzi di fiori e frutta a Amenhotep II sotto un chiosco mentre alcuni soldati si inchinano ai due personaggi; sul lato corto (8) una stele con il defunto dinanzi a Osiride e testi dedicatori; successivamente (7), su tre registri, scene di offertorio con tre uomini che recano mazzi di fiori e un uomo in offertorio a una donna che accudisce un bambino; portatori di offerte la cui processione prosegue nella scena successiva (6) in cui il defunto e la moglie offrono incenso su un braciere.
Un breve corridoio, in cui (12) il defunto è alla presenza di Osiride e Anubi, consente l'accesso a una camera in cui (13-14-15) sono rappresentati soldati di scorta mentre il defunto pratica la caccia, nel deserto, a bordo di un carro ad animali vari tra cui alcune iene. Scene di uccellagione e pesca praticate dal defunto e dalla moglie Mutnofret nonché di offerta al defunto di animali e prodotti delle terre paludose del Delta nilotico. Una processione funeraria si sviluppa lungo una parete (16-17-18), con prete che opera la cerimonia dell'apertura della bocca; la camera presenta al fondo (19) una nicchia che ospita le statue del defunto e della moglie.

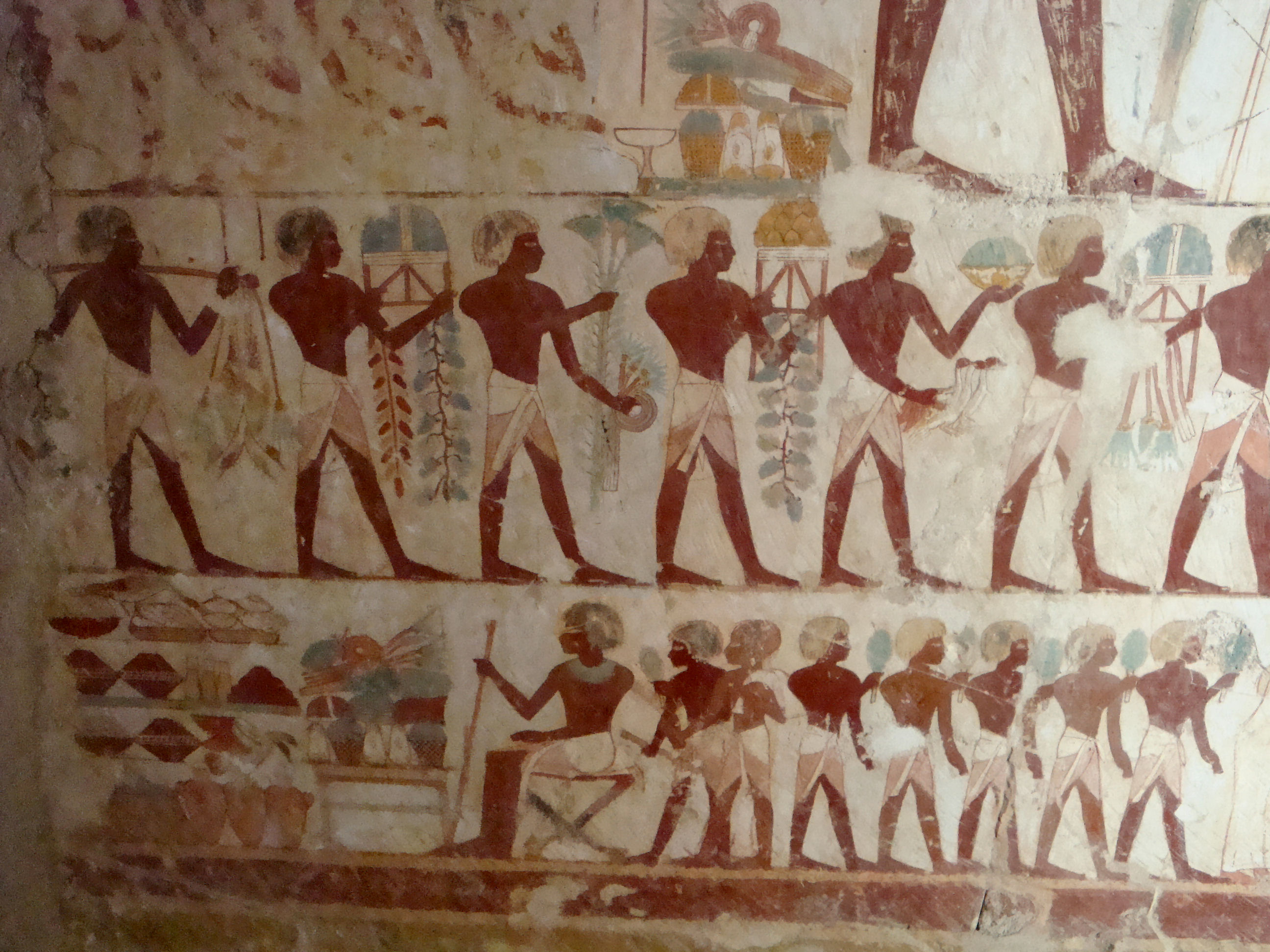
Offerte al defunto ed alla moglie, Mutnofret
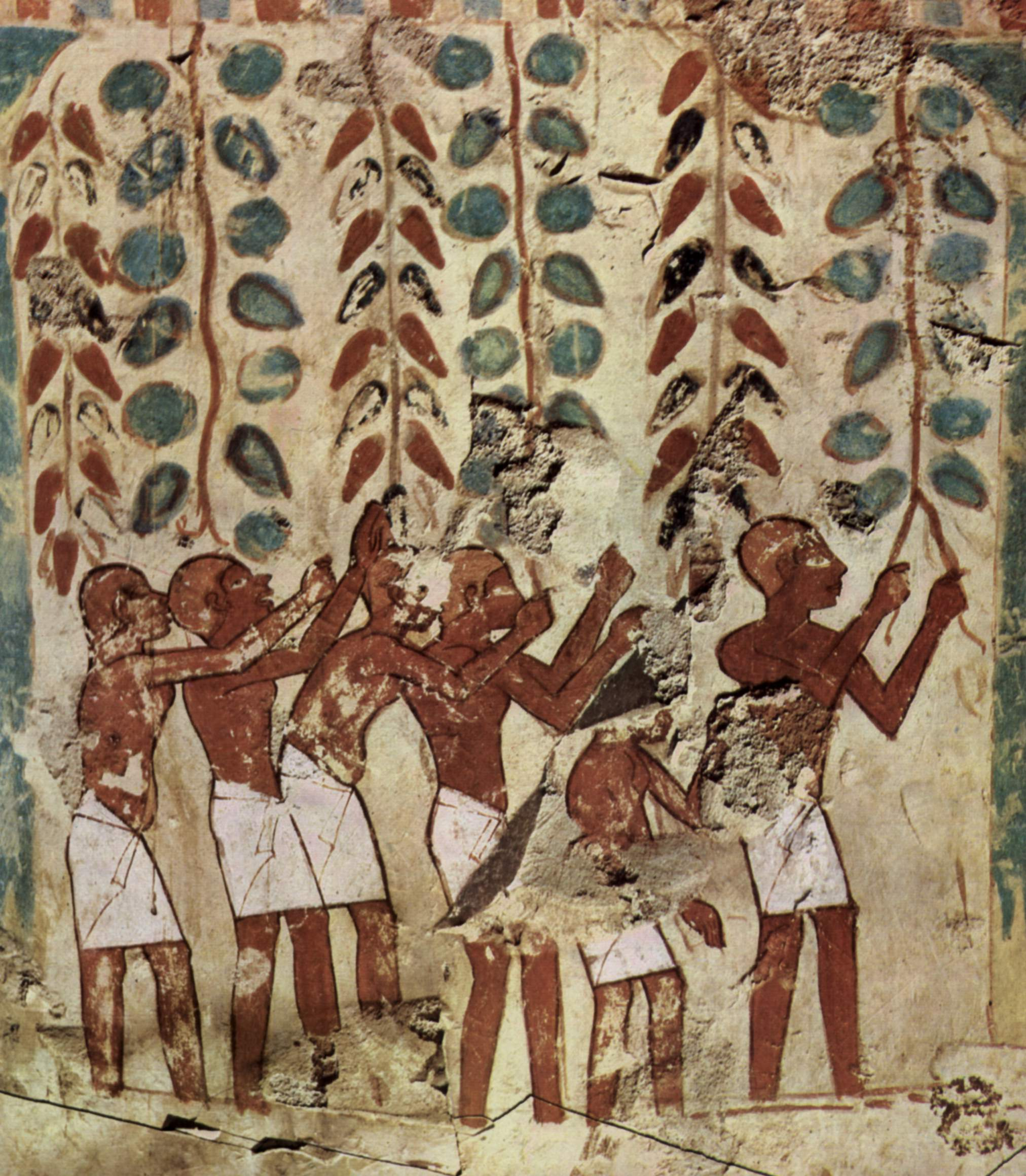
Scena di vendemmia
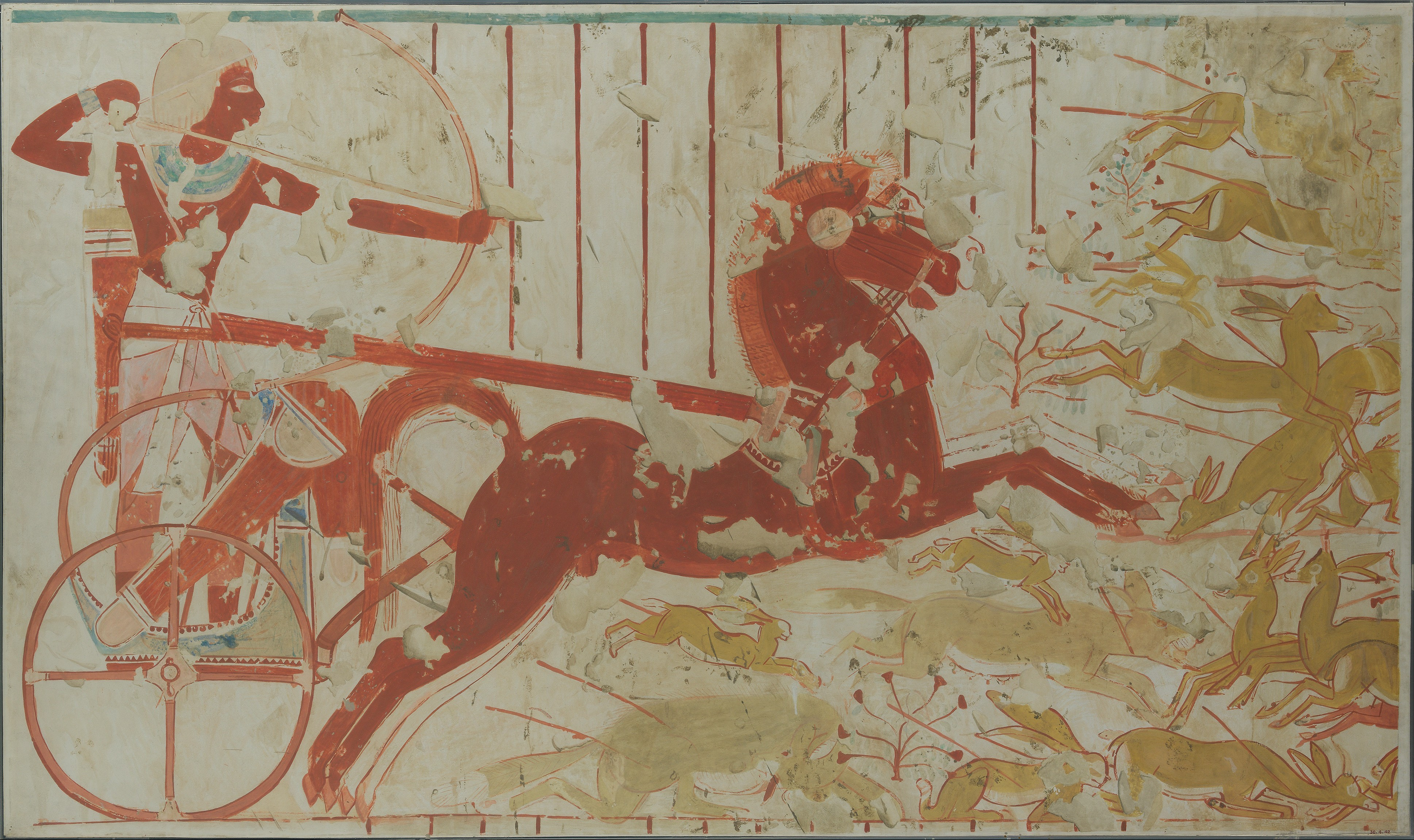
Scena di caccia (Metropolitan Museum of Art di New York (MET DP226606) in un acquerello di Charles K. Wilkinson
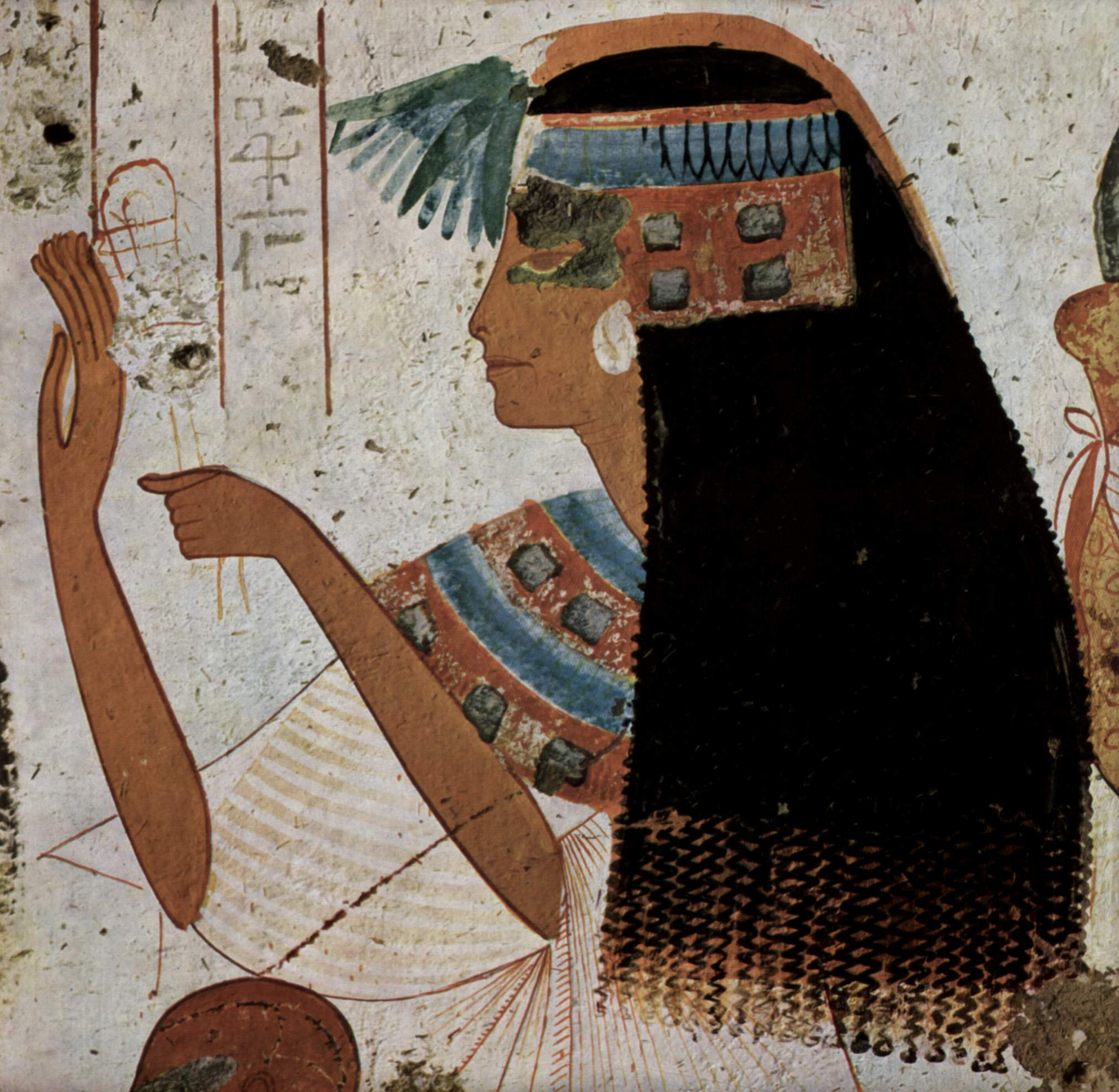
Ritratto femminile
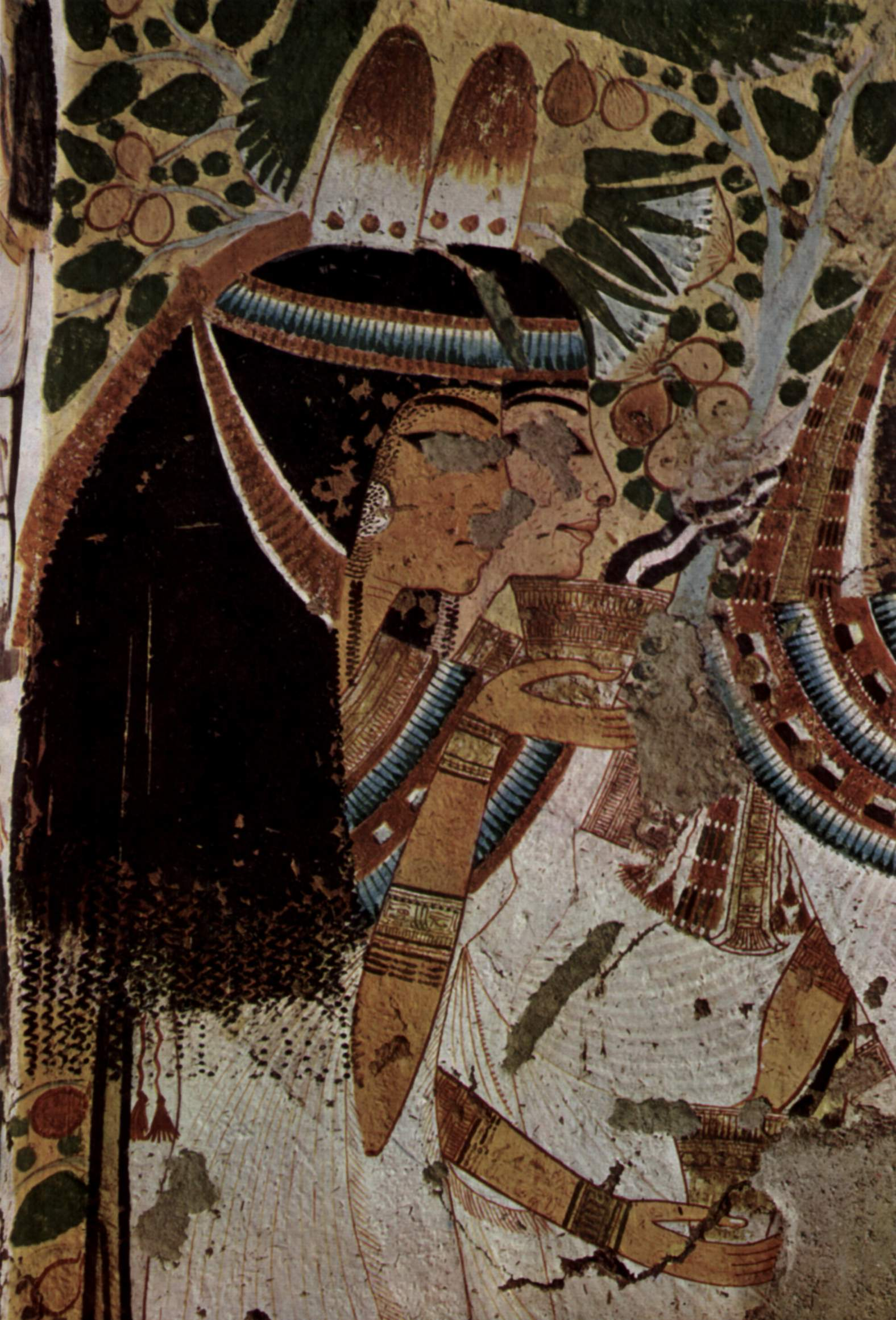
Scene di festa
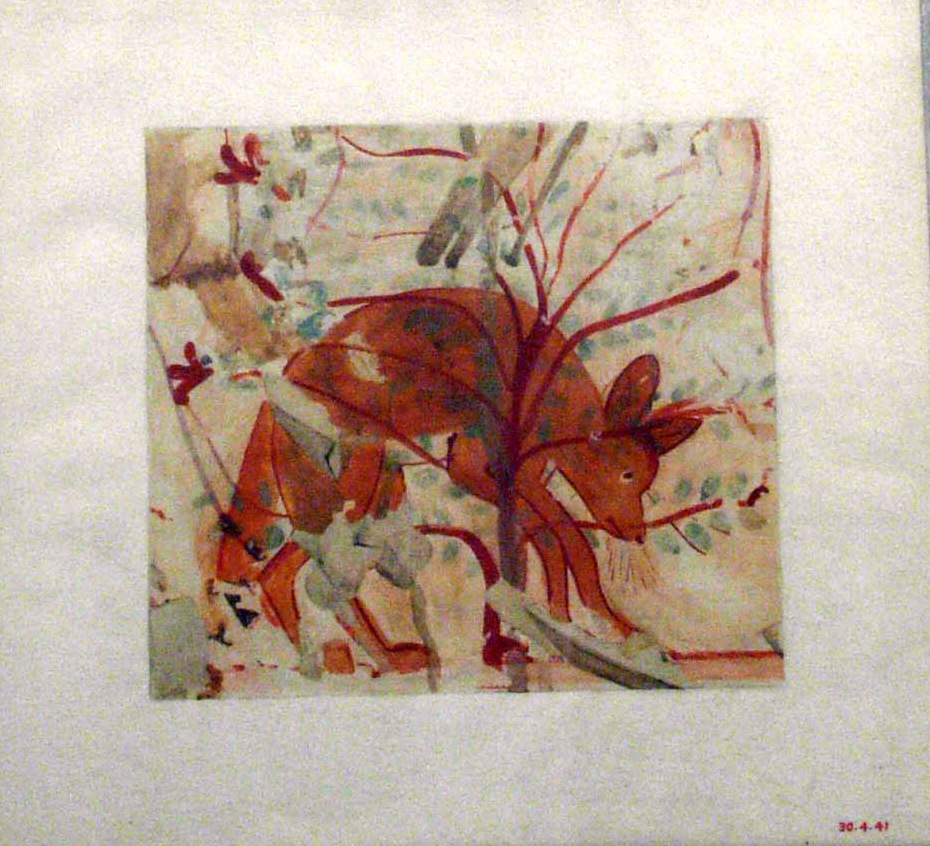
Animale ucciso in una scena di caccia (MET chr30.4.41) in un acquerello di Charles K. Wilkinson
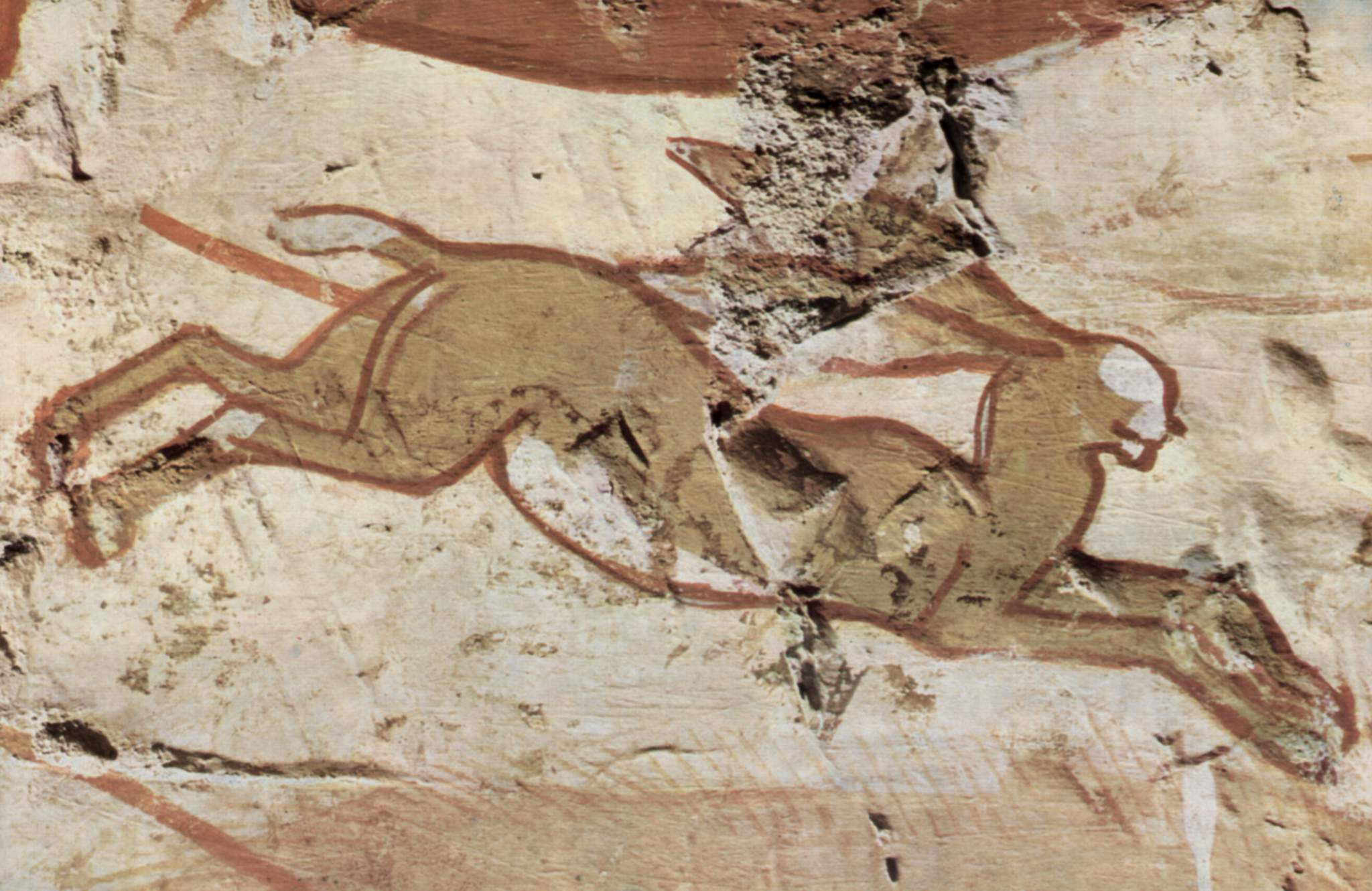
Lepre in corsa
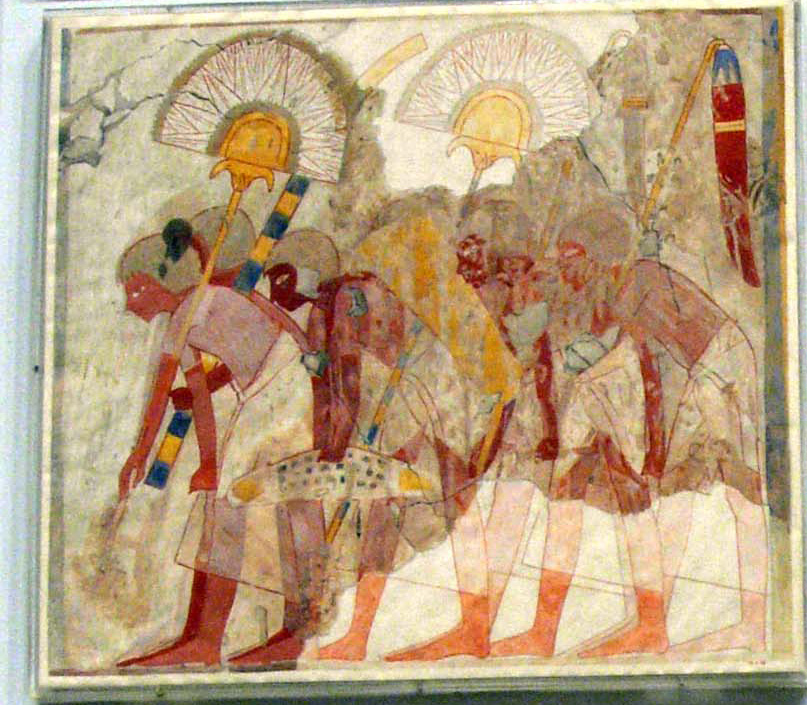
Soldati dalla TT56 (MET chr30.4.38) in un acquerello di Charles K. Wilkinson
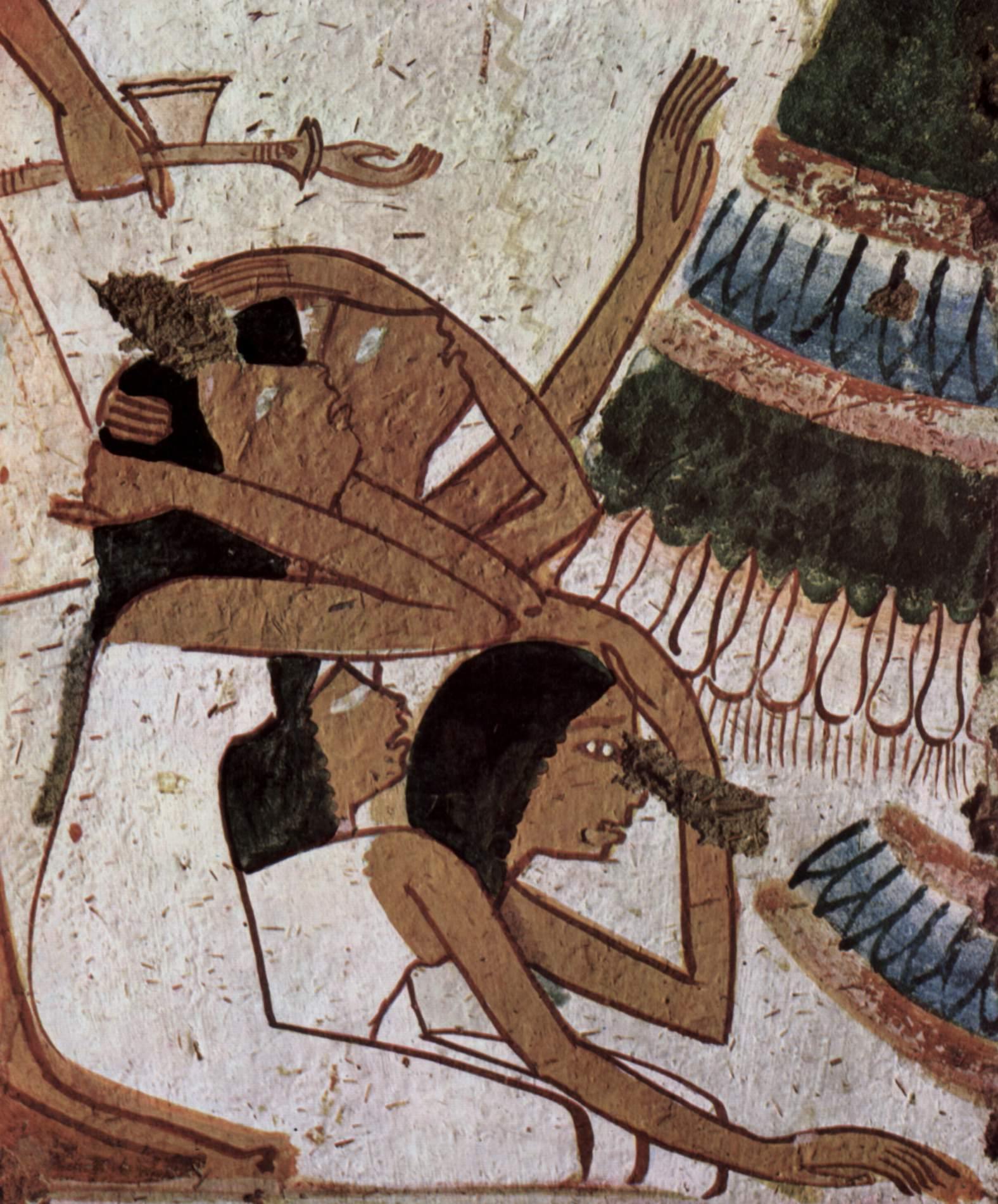
Scena di lamentazione funebre

### Annotazioni
1. ↑  La numerazione dei locali e delle pareti segue quella di Porter e Moss 1927, p. 106.
2. ↑  La prima numerazione delle tombe, dalla numero 1 alla 252, risale al 1913 con l’edizione del "Topographical Catalogue of the Private Tombs of Thebes" di Alan Gardiner e Arthur Weigall. Le tombe erano numerate in ordine di scoperta e non geografico; ugualmente in ordine cronologico di scoperta sono le tombe dalla 253 in poi.
3. ↑  I campi della Duat, ovvero l'aldilà egizio, si trovavano, secondo le credenze, proprio sulla riva occidentale del grande fiume.
4. ↑  Nella sua epoca di utilizzo, l'area era nota come "Quella di fronte al suo Signore" (con riferimento alla riva orientale, dove si trovavano le strutture dei Palazzi di residenza dei re e i templi dei principali dei) o, più semplicemente, "Occidente di Tebe".
5. ↑  le Tombe dei Nobili, benché raggruppate in un'unica area, sono di fatto distribuite su più necropoli distinte.
6. ↑  Le note, sovente di inquadramento topografico della tomba, sono tratte dal "Topographical Catalogue" di Gardiner e Weigall, ed. 1913 e fanno perciò riferimento alla situazione dell'epoca.
7. ↑  Si trattava, verosimilmente, di una funzione contabile e di supervisione legata alle movimentazioni del grano in funzione del pane prodotto; in sostanza verificare che il grano fornisse il giusto quantitativo di farina e che non avvenissero ruberie nella varie fasi di lavorazione. Tale attività è inoltre ben documentata nelle decorazioni parietali di TT56.
8. ↑  Il Kep venne istituito presso la Corte da Thutmosi III ed era una sorta di accademia che riuniva i figli regali, con quelli dei funzionari di palazzo più stretti, con i figli dei re vassalli che venivano trattenuti alla Corte egizia, vuoi come ostaggi, per garantirsi la lealtà dei regali genitori, vuoi per educarli facendo aumentare, in quelli che sarebbero divenuti i re del domani, il sentimento di lealtà nei confronti della corte faraonica.
9. ↑  Secondo altra interpretazioni, vedi Seeber 1987, Userhat avrebbe ricoperto una carica non prestigiosa e l'autorizzazione a costruirsi una tomba nella Necropoli di Tebe gli sarebbe derivata, invece, dalla preminente posizione di "reale ornamento", ovvero concubina reale, della moglie Mutnofret.
10. ↑  Titolo assimilabile a quello di principessa.
11. ↑  Poiché nella tomba non viene mai indicata come "signora della casa", si desume non fosse sposata.
12. ↑  I preti "wab", ma anche "uab", o "uebu", appartenevano al basso clero ed erano incaricati della manutenzione degli strumenti del culto e degli oggetti comunque ad esso connessi. A loro competeva il lavacro e l'abbigliamento giornaliero della statua del dio presso cui operavano e a loro competeva il trasporto della statua del dio (generalmente su una barca sacra) durante le cerimonie. Erano gerarchicamente sottoposti ad un "grande prete wab" cui competevano le operazioni giornaliere di culto della divinità.
13. ↑  Sir Robert Ludwig Mond (1867-1938), chimico e archeologo britannico.
14. ↑  Era compito dei preti "lettori" l'organizzazione delle cerimonie e la recitazione ad alta voce, durante le cerimonie sacre, degli inni previsti. Proprio per tale conoscenza delle invocazioni giuste e corrette, i "lettori" venivano considerati detentori di poteri magici.
15. ↑  Appare strana questa partecipazione diretta di un prete lettore alla cerimonia di apertura della bocca che, normalmente, viene officiata da un prete sem. Era infatti, normalmente, al "sem", o all'erede diretto, che competeva la cerimonia di apertura della bocca per consentire al defunto di vivere pienamente della Duat

### Fonti
1. 1 2 3  Porter e Moss 1927,  pp. 111-113.
2. ↑  Gardiner e Weigall 1913.
3. ↑  Donadoni 1999,  p. 115.
4. ↑  Gardiner e Weigall 1913, pp. 20-21.
5. ↑  Wilknson 1848.
6. ↑  Seeber 1987.
7. ↑  Gardiner 1948.
8. ↑  Porter e Moss 1927,  p. 111.